# Heliograf
Den här artikeln handlar om kommunikation; en annan heliograf mäter soltimmar.

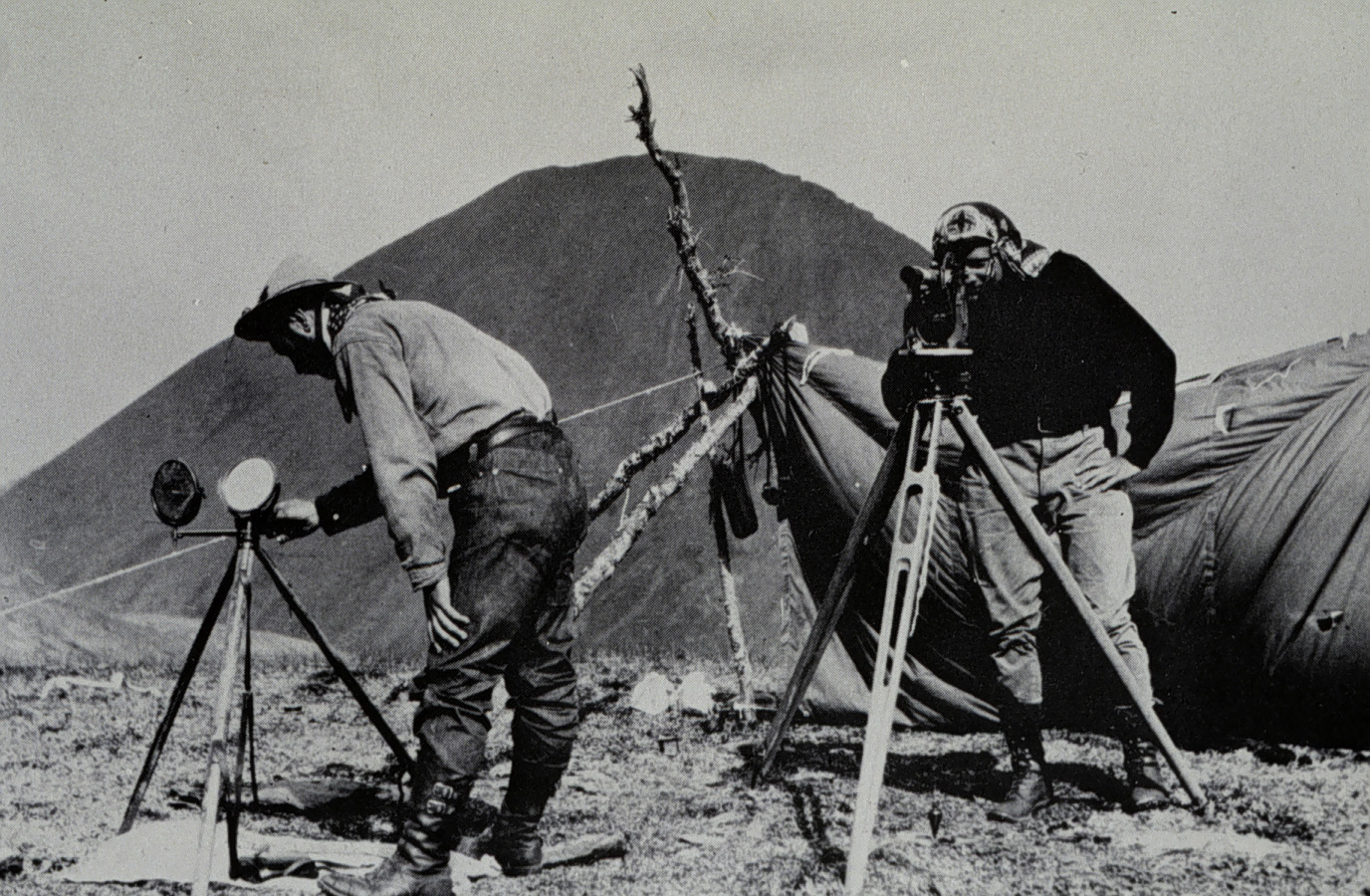
Sändning med Heliograf 1910

En heliograf använder en spegel för att reflektera ljus till en mottagare. Genom att vinkla spegeln kan man blinka till mottagaren och därmed sända morse.
Heliografen var ett enkelt men effektivt sätt för omedelbar kommunikation mellan två punkter över 80 kilometer ifrån varandra. Heliografen användes huvudsakligen under 1800-talet, främst inom militären.

## Beskrivning
Heliografens utformning varierade från land till land. USA:s militärs heliograf bestod av två speglar monterade på ett stativ. På ett annat stativ satt en anordning för att skugga spegeln och på så vis stoppa reflektionen. Anledningen till att det var två speglar var att kunna sända oavsett hur heliografen förhöll sig till solens position på himlen. Man kunde även montera upp speglar på flera stativ om förhållandena var knepiga.
Den brittiska arméns heliograf hade enbart en spegel. Spegeln hade ett litet hål i mitten i vilket man kunde kika för att ställa in riktningen på sändningen. Spegeln kunde med ett tryck på en spak vinklas upp ett par grader och på så vis sända morse. Den förlitade sig helt på speglar monterade på ytterligare stativ om solens position inte var gynnsam.
Heliografen hade några stora fördelar. Den var mobil och tillät omedelbar sändning av information över långa sträckor. Stora nätverk kunde byggas upp för att förflytta informationen över långa sträckor. Dessutom så var det ganska osynligt utanför själva arbetsområdet.
Sträckan man kunde sända med en heliograf berodde dels på hur klar himlen var och dels på spegelns storlek. Fri sikt krävdes naturligtvis och på grund av jordens rundhet så valdes i den mån det gick, höga punkter att sända ifrån. I normala förhållanden kan man se reflektionerna på ungefär 50 kilometers avstånd med bara ögat. Mycket längre med kikare eller teleskop. En tumregel var att man kunde sända 16 kilometer (10 miles) per 2,5 centimeter (inch) i diameter på spegeln. Normalt sett var spegeln mellan 4 och 30 centimeter i diameter.
Den längsta uppmätta sändningen med heliografen skedde 17 september 1894 mellan Mount Ellen, Utah och Mount Uncompahgre, Colorado och sträckte sig nästan 30 mil.

## Historia
Den första dokumenterade användningen av heliografer var redan 405 f.Kr. när grekerna använde sina polerade sköldar för att signalera varandra i strid.
Ungefär år 35 tror man att den romerska härskaren Tiberius använde sig av en heliograf för att sända order från sitt hus på ön Capri till fastlandet 13 kilometer därifrån.
År 1810 utvecklade den tyska professorn Carl Friedrich Gauss den första riktiga heliografen. Men det var först några år senare när den brittiska signalisten Sir Henry Christoper Mance utvecklade en bärbar modell i Karachi, Bombay. Mance heliograf användes i krig för första gången 1877.